# Flieger, tapferer Flieger
Flieger, tapferer Flieger lautet der Kehrreim des „Fliegerliedes“, das der amerikanisch-böhmische Filmkomponist John Stepan Zamecnik 1927 für William A. Wellmans großangelegtes stummes Flieger-Epos „Wings“ schrieb, eine Paramount-Produktion, die im Ersten Weltkrieg spielte. Auch die durchkomponierte Illustrationsmusik zu dem Film kam von ihm. Einen deutschen Text auf das englische Original Fly, wings…! verfasste Kurt Schwabach. Das Lied erschien 1928 in Deutschland im Sam-Fox-Musikverlag Berlin.

## Film
Der Film kam Anfang 1929 im Verleih der Parufamet in die deutschen Lichtspielhäuser. Rechtzeitig zur Uraufführung erschienen auf dem Markt Noten und Grammophonplatten mit dem „Fliegerlied“ daraus. Mehrere namhafte Kapellen der 1920er Jahre haben es eingespielt.
J. S. Zamecniks Fliegerlied “Flieger, tapferer Flieger” von 1927 ist nicht zu verwechseln mit dem Fliegerlied “Flieger, grüß’ mir die Sonne” aus dem Tonfilm »F.P.1 antwortet nicht« von 1932, das Allan Gray und Walter Reisch verfasst haben. Der „tapfere Flieger“ darin war Hans Albers, der das Lied auch vortrug.

## Kehrreim
Flieger, tapferer Flieger,

Selbst in der Ferne

bin ich bei dir.

Tapferer Flieger,

Himmels Besieger,

Siehst du die Sterne,

grüß sie von mir!

In allen Stürmen

wird dich beschirmen

Mein heisses Flehen um dein Glück,

Flieger, tapferer Flieger,

Kommst du dann wieder zu mir zurück.

Musik J. S. Zamecnik, Worte Kurt Schwabach

## Notenausgaben
Fliegerlied (J. S. Zamecnik) aus dem Paramount-Film „Wings“. Sam Fox-Musikverlag Berlin 1928/29

## Tondokumente
- Odeon O-5824 b (Be 7898) "Wings" (Flieger, tapferer Flieger) Fliegerlied aus dem gleichnamigen Paramount-Film (J.S.Zamecnik). Tanz-Orchester Dajos Béla, Refraingesang: Robert Koppel, aufgen. Anfang 1929[6]
- Orchestrola 2121 (mx. 1012) “Wings” : Fliegerlied, Foxtrot (Musik von J. S. Zamecnik, Text von Kurt Schwabach). “Vocalion”- Band mit Refraingesang.
- Grammophon 21 952 (Matr. 1830 BK-III) Wings - Fliegerlied (J.S.Zamecnik) Ben Berlin[7] und sein Orchester, aufgen. Berlin 1928[8]
- Electrola E.G. 1125 (BL 4820-1) "Wings" : Fliegerlied  (J.S.Zamecnik) aus dem Paramount-Film der Parufamet. Marek Weber und sein Orchester, rec. Berlin, 4-12-28[9]
- HMV B.2750 / 7-996 (Matr. Bb 12 955-1) “Wings” (Zamecnik) De Groot and the Piccadilly Orchestra, rec. London, 3-5-28[10]
- Parlophon B. 12 050 (mx. 37 124) Flieg, tapferer Flieger (Wings) / J. S. Zamecnik. Barnabás von Géczy mit seinem Orchester vom "Esplanade" Berlin, aufgen. Berlin, 20. Februar 1929[11]
- Homocord 4-3090 (T.C. 568, A 29. April 1929) Fliegerlied (J.S.Zamecnik) a.d. Film "Wings". Orchester Lud Gluskin.
- Tri-Ergon T.E. 5438-B (Matr. 02102) Wings [Fliegerlied] Foxtrot (M: J. S. Zamecnik) Tanz-Orchester Mario Elki [d. i. Egon Kaiser]  (NE 01/1929) (K 1929)[12]